# Í
Í, í — літера розширеного латинської абетки, утворена буквою I з додаванням акута. Використовують у фарерській, угорській, ісландській, чеській, словацькій і татарській мовах, де вона часто вказує на довгий /i/ (ee в англійському слові feel). Ця форма також зустрічається в каталонській, ірландській, італійській, окситанській, португальській, іспанській, арагонській, галісійській, леонській, навахо та в'єтнамській мовах як варіант літери «і». У латинській мові довге i ⟨ꟾ⟩ використовують замість í для довного звуку /i/.

## Використання різними мовами

### Фарерська
Í — 11-та літера фарерської абетки і позначає /ʊi/ .

### Угорська, ісландська, ірландська, чеська та словацька
Í — 16-та літера угорської абетки, 12-та — ісландської, 16-та — чеської та 18-та - словацької. Вона передає /iː/.

### Татарська
Í — 14-та літера татарської абетки (на основі Заманаліфа). Вона передає /ɨɪ/ .

### В'єтнамська
У в'єтнамській абетці í — це мішковий тон (високий тон) «i».

### Китайська
У китайській мові піньінь í — тон янпін (阳平, високий тон) «і».

### Іберо-романські
В іберо-романських мовах «í» вважають не буквою, а буквою «і» з наголосом. Її використовують для позначення складу «і» з ненормальним наголосом.

### Італійська
Í/í — варіант I з акутом; вона передає /i/, що несе тонічний акцент. Її використовують лише в тому випадку, якщо це остання буква слова, за винятком словників або коли інша вимова може вплинути на значення слова: víola («порушує», pronounced [ˈviːola]) і viòla («фіолетовий», pronounced ['vjɔːla ]).

## Відображення символів
| Символ                         | Í                                 | Í                                 | í                               | í                               |
| ------------------------------ | --------------------------------- | --------------------------------- | ------------------------------- | ------------------------------- |
| Unicode name                   | LATIN CAPITAL LETTER I WITH ACUTE | LATIN CAPITAL LETTER I WITH ACUTE | LATIN SMALL LETTER I WITH ACUTE | LATIN SMALL LETTER I WITH ACUTE |
| Encodings                      | decimal                           | hex                               | decimal                         | hex                             |
| Unicode                        | 205                               | U+00CD                            | 237                             | U+00ED                          |
| UTF-8                          | 195 141                           | C3 8D                             | 195 173                         | C3 AD                           |
| Числове позначення символів    | &#205;                            | &#xCD;                            | &#237;                          | &#xED;                          |
| Named character reference      | &Iacute;                          | &Iacute;                          | &iacute;                        | &iacute;                        |
| ISO 8859-1/2/3/4/9/10/14/15/16 | 205                               | CD                                | 237                             | ED                              |